# Coreldraw
Coreldraw, i marknadsföringssyfte skrivet CorelDRAW, är ett datorprogram för grafisk design (illustration, Desktop publishing) från det kanadensiska företaget Corel och finns för Windows och Macintosh. Programmet, som är baserat på vektorgrafik, konkurrerar bland annat med Adobes Illustrator.